# Physikingenieur
Physikingenieure (Diplom) arbeiten als Bindeglied zwischen Grundlagenforschung und angewandter Forschung bzw. Produktentwicklung. Da die Industrie tendenziell eine hohe Nachfrage nach technologiebasierten Physik-Studiengängen zeigt, sind die Tätigkeitsfelder des Physikingenieurs vorrangig Aufgaben in der industriellen bzw. industrienahen Forschung und Entwicklung. Geht es darum, physikalische Prinzipien und neueste physikalische Erkenntnisse in technische Produkte umzusetzen, so bringt der Physikingenieur aufgrund seiner umfangreichen physikalischen Grundausbildung, kombiniert mit erweiterten ingenieurwissenschaftlichen Kenntnissen die besten Voraussetzungen mit.

## Ausbildung
Die Berufsbezeichnung Physikingenieur wird umgangssprachlich meist den Fachhochschulabsolventen des Studiengangs Physikingenieurwesen oder Physikalische Technik zuteil, obgleich deren offizieller akademischer Grad Bachelor of Engineering (früher Diplom-Ingenieur (FH)) lautet. Das üblicherweise sechs- bis siebensemestrige Fachhochschulstudium Physikingenieurwesen oder Physikalische Technik vermittelt dem zukünftigen Ingenieur grundlegende Kenntnisse im breitgefächerten Spektrum der Physik und gleichzeitig in speziellen ingenieurwissenschaftlichen Fächern wie Elektrotechnik, Maschinenbau, Konstruktion, und je nach Hochschule Schwerpunkte wie Halbleitertechnik, Optik, Lasertechnik, Medizintechnik, Vakuumtechnik, Akustik, Umwelttechnik, Verfahrenstechnik, Werkstoffkunde usw.
Auch an der EPFL in Lausanne (Schweiz) bekam man den akademischen Grad des Physikingenieurs durch ein achtsemestriges Studium, das u. a. zur nachfolgenden Promotion berechtigte. Inzwischen wurde auch dort auf Bachelor/Master umgestellt. Der zum Titel Physikingenieur führende Master dauert heute 4 Semester, davon eines als Industriepraktikum.